# IC 4870
IC 4870 је галаксија у сазвјежђу Паун која се налази на листи објеката дубоког неба у Индекс каталогу.
Деклинација објекта је - 65° 48' 40" а ректасцензија 19h 37m 37,7s. Привидна величина (магнитуда) објекта IC 4870 износи 13,9 а фотографска магнитуда 14,5. IC 4870 је још познат и под ознакама ESO 105-11, AM 1932-655, IRAS 19327-6555, PGC 63432.